# 大和 (百貨店)
株式会社大和（だいわ、英称：Daiwa Co., Ltd.）は、石川県金沢市に本社を置き、北陸地方に2店舗とサテライトショップをもつ、日本の百貨店である。

## 概要

### 宮市洋品店から宮市百貨店へ
宮市三郎が商店を営み、その三男で井村家の養子となった井村徳三郎が兄が亡くなったために帰郷して宮市洋品店を石川県金沢市片町で開業したのが始まりである。
洋服、洋酒、帽子など複数の店舗に分かれて営業していた時期もあったが、1903年（明治36年）に現在の片町きららの場所に宮市洋品店として一つの店舗にまとめ、1906年（明治39年）に金沢市に老舗の製茶業を経営する林屋一族の林屋次三郎が合名会社林屋組を設立して洋食器などの硬質陶器の製造を行うことになった際には資本金5万円のうち1万円を出資して宮市洋品店がその一手販売権を取得する(この一手販売権は林屋組が日本硬質陶器株式会社に事業を引継いだ際に解消された) など急速に成長した。
この頃既に宮市洋品店は個人営業ではなく、宮市合名会社として営業していた。
この洋品店を元に井村徳三郎が京都大丸と提携して1923年（大正12年）10月15日に金沢市片町で宮市百貨店として開業したのが百貨店としての始まりである。

### 宮市大丸への改名および「富山店」「福井店」「（朝鮮半島北部）清津店」の相次ぐ出店
1930年（昭和5年）8月には株式会社宮市大丸を設立して株式会社化し、店舗名も改めている。
宮市大丸は設立当初から北陸三県全域への営業展開を狙い、富山市や高岡市、石川県大聖寺（現：加賀市）、福井市など北陸三県の主要な各地区に出張販売を行い、富山市には出張員詰所を設置した。
この富山の出張員詰所の売上が極めて良好だったため1931年（昭和6年）末には富山に百貨店の出店を決定し、出店のための用地買収を終えると富山支店開設事務所の看板を出すなど着々と準備を進めたが、このストレートな出店戦略が裏目に出て地元の小売商が進出阻止の期成同盟会を結成して富山県や富山市に反対の陳情を行うと共に200人以上でデモ行進を行うなどの猛烈な反対運動に見舞われることになった。
こうした反対運動を乗り越えて1932年（昭和7年）8月20日に富山市西町で一部営業を開始し、同年11月10日に宮市大丸富山店を開店して百貨店の多店化の第一歩を踏み出した。
宮市大丸富山店は（1930年（昭和5年）に開業していた三越金沢店 との競争を行っていた）宮市大丸金沢本店を上回る売上を上げ、1934年（昭和9年）12月2日に鉄筋コンクリート造り6階建 に増築して 中核店舗の一つとなった。
宮市大丸金沢本店は（1930年（昭和5年）に老舗製茶業の一族だった林屋亀次郎が武蔵ヶ辻に建設したビルに開業していた三越金沢店が高級品や中級品を主としていたのに対して 大丸と提携して）、中級品以下の格安品を集めて商品の回転率を高める大衆的営業を展開。わずか5年で三越金沢店を撤退に追い込み、金沢を代表する百貨店としての地位を固めた。
1936年（昭和11年）5月には以前から富山に続く百貨店の進出先として構想していた福井市への出店について、近代的な百貨店の誘致を考えていた三国町の県会議員濃畑三郎、福井銀行重役森田三郎右衛門らの協力により福井銀行が所有していた福井駅前の土地を取得できることになって出店の目処がついた。
この福井出店に際しては富山で生じたような反対運動を避けるため濃畑三郎を代表とする福屋という名称で建築申請を行うなど「宮市大丸」の名を出さないように考慮したが、同年7月頃には「実質的には宮市大丸福井店」との噂が広まって反対の市民集会や福井市内72の小売商組合が福井県警察部長に面会して反対の陳情を行うなどその狙いは成功しなかった。
しかし、「百貨店進出を阻止しうる根拠は何もない」「消費者階級にとつては新デパートの出現を賛成している」として同月18日に許可が下り、1936年（昭和11年）12月5日に福屋を開店にして事実上進出を果たし、翌年1937年（昭和12年）9月に合併して宮市大丸福井店として正式に進出し、北陸三県の県庁所在地全てを網羅する百貨店チェーンを構築した。
日中戦争の進展に伴う戦時統制経済下で民間向けの百貨店事業が縮小した際には地元に本拠を置いていた日本陸軍第9師団への軍需を獲得して業績の維持を図り、1940年（昭和15年）10月に第9師団の満州進駐が決まると御用商社として満州に同行する許可を取り、その拠点も兼ねて朝鮮と満州との国境線に近い朝鮮半島北部咸鏡北道の港街「清津」にその発展を目指した現地の日本人の商人から清津駅前の土地の提供を受けて 1940年（昭和15年）12月に宮市大丸清津店として百貨店を開業し、軍需と現地の新市場開拓の両立を目指した。
なお、宮市大丸は現在の日本百貨店協会の前身の日本百貨店商業組合に1933年（昭和8年）4月20日の創立総会のときから参画している。

### 丸越との合併（大和の誕生）
戦時統制の進展に伴う企業統合令の発令により統合を求められたため1943年（昭和18年）12月21日に同じ金沢に本店を置く百貨店チェーンだった丸越と合併して林屋亀次郎が会長で井村徳二を社長とする資本金310万円の株式会社大和を設立し、店舗名も大和に変更された。
これに伴い、大和は（片町の旧宮市大丸本店だった）金沢本店（のちの「ラブロ片町」）・富山店・福井店・清津店の他に、旧丸越系支店である武蔵店(旧丸越金沢本店)・新潟店(旧萬代百貨店)・高岡店も加わった北陸三県・新潟県・（現在は北朝鮮の一部である）咸鏡北道に跨る計7店舗を傘下に治める広域百貨店チェーンとなった。

### 戦後
第二次世界大戦が終戦を迎えて朝鮮半島が日本の植民地でなくなったことに伴って1945年（昭和20年）9月に大和清津店が消滅し、1948年（昭和23年）6月28日に発生した福井地震で店舗が倒壊した ことを受けて大和福井店をそのまま閉店、さらに林屋が選挙に出馬するために退任するのに伴って1952年（昭和27年）7月には大和武蔵店を閉店し、武蔵店建物は再びライバル百貨店「（新生）丸越」（のちの「金沢名鉄丸越百貨店」初代店舗建物）として復活する事となった。
この際に（旧丸越系支店の）大和高岡店・大和新潟店は大和に残された為、大和金沢本店・大和富山店と合せて石川県・富山県・新潟県の三県に4店舗を展開する百貨店チェーンとなった。

### 「長岡店」「小松店」出店および金沢本店の移転
1958年（昭和33年）10月18日に新潟県長岡市大手通2丁目に 新潟県では第二次世界大戦後初の百貨店となる長岡店を開業した のを皮切りに出店を再開し、1975年（昭和50年）7月には上越市本町4丁目に上越店、1998年（平成10年）3月21日には小松駅前の西武百貨店小松店跡を買収して小松店を開店する など再び多店化を進め、ピーク時には再び百貨店だけで7店舗を経営した。
また、金沢市香林坊地区の再開発に参画して1986年（昭和61年）9月に本店を片町から香林坊アトリオへ移転・増床させた のを皮切りに、高岡市の御旅屋地区の再開発に参画して1994年（平成6年）3月18日 に旧店舗隣に完成した御旅屋セリオに移転・増床、富山市の総曲輪地区の再開発に参画して2007年（平成19年）9月21日に総曲輪フェリオに富山店を移転・増床する など石川県と富山県の既存店全てを再開発ビルに進出させたほか、1998年（平成10年）には長岡店周辺の再開発準備組合に参加する など再開発による既存店の更新にも積極的に取り組んでいた。
こうした積極策により香林坊大和が1998年（平成10年）2月期に425億円、2011年（平成23年）2月期に242億円の売上を上げ、富山店が総曲輪フェリオに移転した最初の1年間で200億円以上の売上を上げる。

### 事業の多角化
1948年（昭和23年）に出版部門の勁草書房を設立し、1970年（昭和45年）3月に株式会社勁草書房として独立させる など出版業へ進出したのを皮切りに、1953年には北陸新聞の経営を北日本新聞社から引き継ぎ、1954年（昭和29年）10月に株式会社大和印刷社を設立して 印刷業に、1967年（昭和42年）12月には株式会社大和ハウジングを設立 して家具販売に、1967年（昭和42年）に石川日産自動車販売株式会社を傘下に入れて 自動車販売に、1970年（昭和45年）9月に金沢ニューグランドホテルを設立して 1972年（昭和47年）5月18日にシティホテル金沢ニューグランドホテルを開業させて ホテル業にと様々な業種へ子会社などを通じて進出して多角化が進められた。
新潟店に隣接する道路に1976年（昭和51年）に地下街西堀ローサを開業させた新潟市の第三セクター「新潟地下開発」 に三越と並んで22%出資して 地下食料品売り場と直結 したり、1985年（昭和60年）9月に株式会社ディー・アンド・シー(100%出資子会社)を設立して 1986年（昭和61年）11月に 旧本店を専門店を中心とする「ラブロ片町」 として開業する など百貨店の店舗周辺や店舗跡の商業施設にも参加している。
また、第2次世界大戦後に各地で民間放送が設立された際には百貨店を展開している石川県・富山県・新潟県の三県内に設立された放送会社の北陸放送、新潟放送、北日本放送、テレビ金沢 に出資するなど営業エリア内の民間放送にも関与している。

### 店舗網の再編
リーマンショック後の2009年（平成21年）2月期の連結決算で法人化後初の営業、経常赤字に転落して最終赤字28.44億円となった大和 は、2009年（平成21年）10月15日に2010年（平成22年）2月期が4期連続最終赤字となる見通しで、売上高はピークから半減して 合計10億円弱の 営業赤字となっているだけでなくビルの老朽化も問題となっている上、赤字幅が増大していて今後も回復は見込めないとして建物の原状回復費など閉店費用約45億円で新潟、長岡、上越、小松店の4店を2010年（平成22年）6月までに閉鎖し、同時に特別退職金約9億円で全従業員約1320人を対象にその35%に当たる470人の希望退職を募集し、2009年（平成21年）2月期決算で営業黒字を確保していて建物の比較的新しく耐震性も含めハード面の投資が比較的少なくすむ香林坊、富山、高岡の3店体制へ集約して2011年（平成23年）2月期に営業利益の黒字転換を目指す大規模な事業再編計画を発表した。
この発表の際には自社物件である新潟店と長岡店の土地・建物は売却し、「西堀ローサ」を運営する第三セクター・新潟地下開発への出資も将来的に引き揚げて新潟県から撤退する方向で検討していると発表していた。
その発表通り2010年（平成22年）4月25日に長岡店と上越店、同年6月25日に新潟店 と小松店 を閉店した。
この結果「新潟にこだわる相談役(宮太郎)の下では撤退は許されない」とされてきた新潟県内の百貨店事業から完全に撤退することとなった。

### 関連企業の再編
2009年（平成21年）10月15日の4店閉店などの発表の際に子会社再編については今後の課題としていたが、2011年（平成23年）5月23日に子会社で大和ハウジングが営業していた家具・インテリアショップを閉店し、同月末31日に保有していた石川日産自動車販売の約48%の全株式を日産プリンス金沢を傘下に持つ米沢電気グループの北星産業に譲渡して自動車販売事業から撤退と相次いで関連会社による事業の整理を行った。

### 店舗改革
存続店舗についても「百貨店の王道を歩みながら、バランスを考えていきたい」と低価格商品の導入拡大など価格戦略や商圏の見直し や富山店と高岡店の営業部門の統合などの見直しを行いながら、赤字の為に抑制してきた設備投資を再開して基幹店の香林坊店と富山店で若い顧客を狙った改装を進め、特に香林坊店は2011年（平成23年）9月の食料品売場改装を皮切りに2012年（平成24年）2月1日から3月8日にかけて婦人ファッションを中心に27ブランドを導入して 家庭用品や呉服売場も改装する香林坊店開店後最大規模の改装を行い、同年9月にレストラン街と子供服売場の改装を予定するなど、2年間かけて全館改装を行う計画とし、積極的な投資で収益確保を目指している。
存続した3店舗のうち高岡店は売場を縮小して その跡に2011年（平成23年）2月25日に高岡市子育て支援センター、同年3月10日には北日本新聞カルチャーパーク高岡のほか地元有力企業5社の施設が入居するなど地元の政財界の支援を受けながら売場縮小と集客力の改善の両立を図り、2012年（平成24年）3月から閉店時間を1時間早めて午後6時とする などコストダウンを優先した縮小均衡路線が採られている。
また2009年（平成21年）10月15日時点では香林坊店や富山店や高岡店を補てんする役割があるとして石川県・富山県内のギフトショップとサテライトショップはすべて維持されていたが、単独で収益が上がっているサテライトショップ2店は食料品や衣類などの品ぞろえを拡充してイベントなども増やして強化する一方で、ギフトショップについてはネット通販の普及や交通の利便性向上などで利用者が減り採算が取れず 役割を終えたとして、2011年（平成23年）5月に野々市、12月に氷見と砺波、2012年（平成24年）2月15日に輪島と羽咋、2月末には魚津店の営業を終了してパトリア大和と小松ギフトショップの2拠点のみに集約した。

### 大丸との関係
井村徳三郎が宮市百貨店を創設する際に京都大丸と提携し、その後1930年（昭和5年）に三越金沢店が開業した際にも大丸と提携して対抗するなど創業期から繋がりを持ち、2010年（平成22年）には2人の人材派遣を受けてその内の一人が取締役に就任しているほか、商品開発や情報提供などで連携や情報システム共有化 や商品券の相互利用などを行う現在も強い結びつきを維持している。
そうした提携の関係もあり、以前から大丸の株100万株を保有していたため、2012年（平成24年）2月29日時点でも大和はJ・フロントリテイリング140万株を保有している。
CIと並行して使用されている大和の社紋は、大丸の社紋（丸で囲んだ大の字）の丸の部分を梅の形に置き換えたものを使用している。

### 創業家による経営
創業者の井村徳三郎の後、宮市大丸の社長に就任して大和の初代社長も務めた井村徳二は井村徳三郎の息子であり、井村徳二の後に大和の社長を務めた宮太郎は井村姓ではないが井村徳三郎の孫で、現在の社長の宮二朗は宮太郎の息子である ため、現在まで創業家によるオーナー色の強い経営が続いている。

### 初代社長と初代会長の選挙戦
1953年（昭和28年）4月24日投票の第3回参議院議員通常選挙には合併により当社が誕生した際の会長だった林屋亀次郎が第4次吉田内閣の現役大臣として再選を目指していたところに、初代社長を務めていた井村徳二が対立候補として立候補して林屋が大臣として決定を下した内灘試射場の用地接収（内灘闘争）を批判して組合を味方につけて林屋を破る激しい選挙戦を繰り広げた。
当時林屋が旧丸越本店の場所で後に丸越となる百貨店を武蔵 として経営し、井村が大和を経営していたため、このときの争いは「武蔵」と「大和」の内灘沖会戦と呼ばれた。

### 上場
1949年（昭和24年）7月に地元北陸地方を管轄していた新潟証券取引所に上場、1961年（昭和36年）10月からは大阪証券取引所第2部にも上場していた。
その後2000年（平成12年）3月に新潟証券取引所廃止が東京証券取引所に吸収された際に同取引所第2部に上場となり、大阪証券取引所と2市場で上場し続けてきたが、2011年（平成23年）7月15日に 大阪証券取引所へ上場廃止を申請して8月30日に上場廃止 となり、現在は東京証券取引所のみ上場している。

## 沿革
- 1923年（大正12年）10月15日：井村徳三郎が京都大丸と提携し、石川県金沢市片町に宮市百貨店を創設（現：片町きらら）[4]。
- 1930年（昭和5年）8月：株式会社宮市大丸を設立し、株式会社化[4]。
- 1932年（昭和7年）11月10日：富山県富山市に富山店開設[4]。
- 1936年（昭和11年）12月5日：福井県福井市に福屋を開店にして事実上進出[8]
- 1937年（昭和12年）9月：合併により宮市大丸福井店を開設[4]。
- 1940年（昭和15年）12月：朝鮮の清津市に清津店を開設[4]。
- 1943年（昭和18年）12月21日：丸越と合併し、株式会社大和を設立[4]。
  - （金沢・武蔵・新潟・富山・福井・高岡・清津・計7店舗 資本金3100千円）
- 1945年（昭和20年）9月：終戦により清津店が消滅[1]。
- 1948年（昭和23年）
  - 6月28日：福井地震により福井店が倒壊[新聞 2]して閉鎖[1]。
  - 10月9日：福井店が取り壊される[23]
  - - 出版部門の勁草書房を設立[15]
- 1949年（昭和24年）7月：新潟証券取引所上場[1]。
- 1952年（昭和27年）7月：武蔵店を閉鎖[16]。
- 1955年（昭和30年）10月1日：新潟大火により新潟店が焼失[新聞 31]。
- 1958年（昭和33年）10月18日：新潟県長岡市に長岡店を開設[11]。
- 1961年（昭和36年）10月：大阪証券取引所2部上場[1]。
- 1967年（昭和42年）
  - 12月 - 石川県石川郡野々市町（現：野々市市）に株式会社大和ハウジングを設立（2012年清算結了）[1]。
  - - 石川日産自動車販売株式会社を傘下に収める[新聞 8](同社設立は1942年（昭和17年）11月)
- 1970年（昭和45年）
  - 3月：東京都中央区に株式会社勁草書房を設立[1]。
  - 9月：石川県金沢市に株式会社金沢ニューグランドホテルを設立[1]。
- 1972年（昭和47年）5月18日：石川県金沢市に金沢ニューグランドホテルを開業[4]。
- 1973年（昭和48年）3月：石川県金沢市に株式会社大和カーネーションサークルを設立[1]。
- 1975年（昭和50年）
  - 7月：新潟県上越市に上越店を開設[新聞 3]。
  - 12月：石川県金沢市に株式会社レストランダイワを設立[1]。
- 1985年（昭和60年）
  - 9月：石川県金沢市に株式会社大和服飾研究所を設立（2012年清算結了）[1]。
  - 9月：石川県金沢市に株式会社ディー・アンド・シーを設立[1]。
- 1986年（昭和61年）
  - 9月：金沢本店を香林坊アトリオへ移転[1]、「香林坊店」に店名を変更。
  - 11月：金沢本店跡に商業施設ラブロ片町を開設[1]。
- 1994年（平成6年）3月18日：高岡店を旧店舗隣接地に開設の御旅屋セリオへ移転[14]。
- 1998年（平成10年）3月21日：石川県小松市の小松西武跡に小松店を開設[13]。
- 2000年（平成12年）3月：新潟証券取引所廃止により、東京証券取引所2部上場[1]。
- 2007年（平成19年）9月21日：富山店を総曲輪フェリオへ移転[新聞 4]。
- 2009年（平成21年）
  - 3月：納入業者などに、自社取扱いの商品の購入を強制していたなどとして、公正取引委員会から排除措置命令を受ける[新聞 32][24]。
  - 10月15日：社内の構造改革に伴い、2010年（平成22年）中に新潟県の全店舗（新潟・長岡・上越）と小松の4店舗を閉鎖することを発表[新聞 16][25]。
- 2010年（平成22年）
  - 4月25日：長岡店[新聞 5]・上越店[新聞 18]の営業終了。新潟県上越・中越地方から百貨店が姿を消す。
  - 6月25日：小松店[新聞 20]・新潟店[新聞 19]の営業終了、新潟県から完全撤退。
- 2011年（平成23年）8月30日：大阪証券取引所上場廃止[22]。
- 2015年
  - オンラインショップ「大和ほくりく倶楽部」を開設[26]。
- 2019年（令和元年）
  - 8月25日：高岡店の営業終了[27]。
  - 9月11日：高岡市の御旅屋セリオ1F（旧高岡店）に富山大和のサテライトショップを開設する[28]。
- 2021年（令和3年）
  - 9月1日：通販サイト「北陸逸品.com」を開設[26]。

## 店舗

### 香林坊店
金沢市香林坊地区の再開発に参画して1903年（明治36年）の宮市洋品店の店舗統合 から始まり、1923年（大正12年）10月15日の宮市百貨店開業、その後の宮市大丸や大和の時代を通じて本店としてきた片町 から、1986年（昭和61年）9月に開業した香林坊アトリオの核店舗として本店を移転し、地区名にあわせて香林坊店となった。
近年は近隣に香林坊東急スクエアなども立地する好立地でビル内に駐車場もある新店舗への移転の効果もあってバブル崩壊後も売上を伸ばしてピークとなった1998年（平成10年）2月期に売上高425億円を上げていた。
若い顧客を狙った改装を進め2011年（平成23年）9月の生鮮売り場を1.5倍に拡張したり総菜やスイーツなどを拡張する食料品売場改装 を皮切りに2012年（平成24年）2月1日から3月8日にかけて婦人ファッションを中心に27ブランドを導入して家庭用品や呉服売場も改装する香林坊店開店後最大規模の改装を行い、同年9月にレストラン街と子供服売場の改装を予定するなど2年間かけて10億円規模を投資して全館改装を行う計画。
2012年（平成24年）2月期でも北陸三県最大の売上高241.49億円を擁する北陸1番店である。

#### 各階フロア構成
現在のテナントの詳細は、公式サイトの香林坊店フロアガイドを参照の事。
| 階   | フロア概要                                                                                     |
| ---- | ---------------------------------------------------------------------------------------------- |
| 屋上 | 屋上遊園地「プレイランド」                                                                     |
| 8F   | レストラン街のフロア（レストラン、催事ホール、カスタマーズサロン）                             |
| 7F   | 子供ファッションと趣味のフロア（子供服、趣味教養）                                             |
| 6F   | ナイスリビングのフロア（家庭用品、電化製品、寝具、インテリア、呉服、美術、ギフト承り、商品券） |
| 5F   | メンズファッション 家具・インテリアのフロア（メンズファッション、ゴルフウェア、家具）          |
| 4F   | ハイファッションのフロア（婦人服、婦人肌着、宝飾、時計）                                       |
| 3F   | 婦人ファッションのフロア（婦人服、婦人靴、婦人雑貨）                                           |
| 2F   | 婦人ファッションのフロア（婦人服）                                                             |
| 1F   | ファッションのフロア（輸入ブティック、化粧品、アクセサリー）                                   |
| B1F  | 食料品のフロア（金沢ふーどパラダイス）、地下駐輪場                                             |
| B2F  | 地下駐車場（1,000台収容）                                                                      |

### 富山店

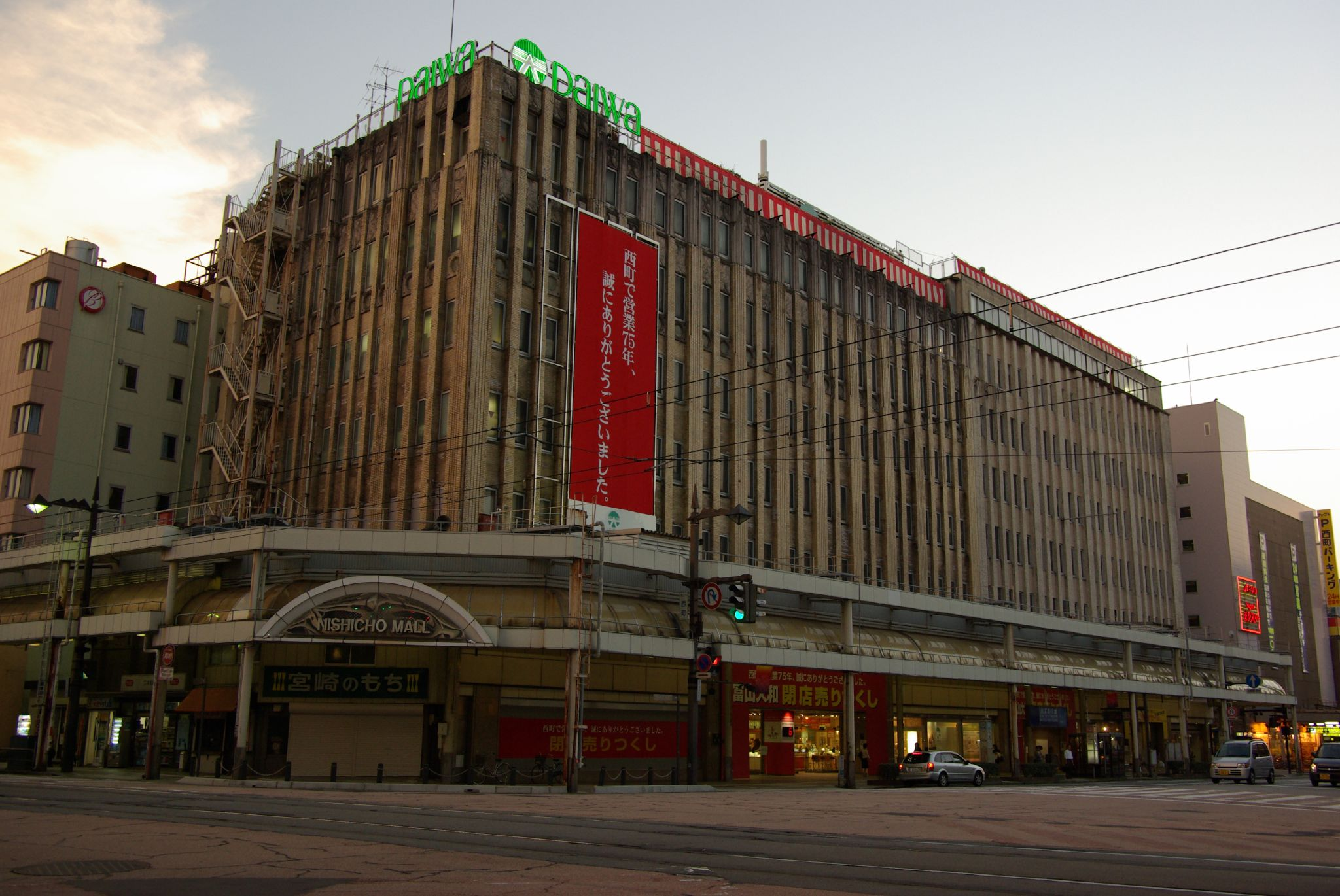
富山店（初代建物。2007年9月）

先代の富山店は1932年（昭和7年）8月20日に富山市西町で一部営業を開始し、同年11月10日に宮市大丸富山店開店として百貨店を開業した宮市大丸初の本格的な支店で、開業当初から金沢の本店を上回る売上を上げて 1934年（昭和9年）12月2日に東京の伊勢丹をモデルとした 鉄筋コンクリート造り6階建 に増築して 中核店舗の一つとなっていた。
1977年には隣接していた丸大富山店の撤退に伴い、同店の建物を買収し同年11月に増床部分として新装開店させた。
2004年（平成16年）に設立された富山市総曲輪通り南地区再開発事業組合に参画して 保留床約31,600m2 のうち約28,000m2を取得して約87億円とされた保留床処分による資金の大半を負担して2007年（平成19年）9月21日に開業した総曲輪フェリオの核店舗として現在地に移転・開業した。
新店舗は開業4日間で推計約33万人を集めて地元紙に「お祭り騒ぎ」のようなにぎわいと呼ばれるほどの集客力を見せた総曲輪フェリオの中核として開業初日の金曜日に旧富山店の同じ曜日の4倍以上の2.1億円の売上を上げるなど3倍に広がった地下食品売場、北陸最大規模の化粧品売場や124に上る富山県初登場のブランドを武器に 順調に地元富山の顧客を集め、旧店舗より約40億円増の年間売上200億円の目標を超える など順調な滑り出しを見せた。
その後リーマンショックによる景気低迷を受けて売上が急減した際も開業2年目に入ったことと重なったにもかかわらず予想以上の数字を残して営業黒字を維持していたため本店に継ぐ主力店舗として存続している。
2009年（平成21年）12月23日、富山地方鉄道富山軌道線の開通式・無料開放が行われ、翌日始発から平常運転となり、市電で買い物ができるように利便性がアップした。
2012年（平成24年）2月期でも前年比0.7%増の売上高188.44億円と北陸三県に5店舗ある百貨店で唯一前年比プラスとなるなど比較的堅調に売上を上げ続けている。
旧店舗跡地はその後建物を解体した上で再開発され、2015年8月22日に「TOYAMAキラリ」として開業した。

#### 各階フロア構成

##### 二代目店舗
現在のテナントの詳細は、公式サイトの富山店フロアガイドを参照の事。
| 階  | フロア概要                                                           |
| --- | -------------------------------------------------------------------- |
| 7F  | フェリオ専門店街                                                     |
| 6F  | レストラン街（レストラン街、ホール、クレジット・友の会カウンター）   |
| 5F  | くらしと趣味のフロア（家庭用品、呉服、美術、趣味雑貨）               |
| 4F  | 紳士ファッションと子供服のフロア（紳士服、子供服）                   |
| 3F  | レディスファッションのフロア（婦人服、宝飾、時計）                   |
| 2F  | レディスファッションのフロア（婦人服、バッグ）                       |
| 1F  | ファッション雑貨のフロア（特選ブティック、婦人服飾雑貨、化粧品、靴） |
| B1F | 新鮮グルメワールド（食料品）                                         |

##### 初代店舗
現在、跡地にはTOYAMAキラリが立地している。
| [icon] | この節の加筆が望まれています。 |

| [icon] | この節の加筆が望まれています。 |

| [icon] | この節の加筆が望まれています。 |

| [icon] | この節の加筆が望まれています。 |

| [icon] | この節の加筆が望まれています。 |

| [icon] | この節の加筆が望まれています。 |

### サテライトショップ
最寄りの各店の管轄下で贈答品、食料品、地場産品、衣類等を扱う小型店舗で、文化教室の会場となるなどイベントも行われている。
当初は3店舗があり、そのうち富山県の2店舗は20年以上営業していて2店舗とも単独で収益が上がっているため、2012年（平成24年）2月に食料品や衣類などの品ぞろえを拡充して売上拡大を目指す方針が発表された。また2016年（平成28年）には、石川県で初めてのサテライトショップとして野々市サテライトショップがオープンした。また、七尾では2019年（平成31年）3月に閉店したパトリア大和から、4月に隣接する七尾駅前複合ビルミナ.クルにサテライトショップが移転開業。さらに高岡大和の閉店後、同店があった御旅屋セリオの1階に高岡サテライトショップをオープンさせた。
上市サテライトショップ
富山県中新川郡上市町西中町68番地
黒部サテライトショップ
富山県黒部市新牧野108番地。1990年11月28日開店。2階建てて1階は商品販売スペース、2階はギャラリーとイベントスペース（いずれも開店当時）。
野々市サテライトショップ
石川県野々市市堀内4丁目95番地（アルビス野々市明倫通り店内）
七尾サテライトショップ
石川県七尾市神明町1番地（七尾駅前複合ビル「ミナ.クル」内）
高岡サテライトショップ
富山県高岡市御旅屋町101番地(御旅屋セリオ１階)

### ギフトショップ
小松ギフトショップ
石川県小松市土居原町716番地
百貨店店舗小松店の閉店の翌々日2010年（平成22年）6月27日に同店の贈答品需要などを引継ぐことを目指してJR小松駅前のホテル1階に開店したギフトショップである。
開店から1か月で前年の小松店の中元利用実績8,000人の約20%に当たる約1,500人が利用するなど順調な滑り出しを見せた。

### インターネットショップ
大和のホームページにて、一部の商品を買うことが出来るインターネットショッピングのサービスの導入を開始した。

## 過去に展開していた店舗

### 高岡店

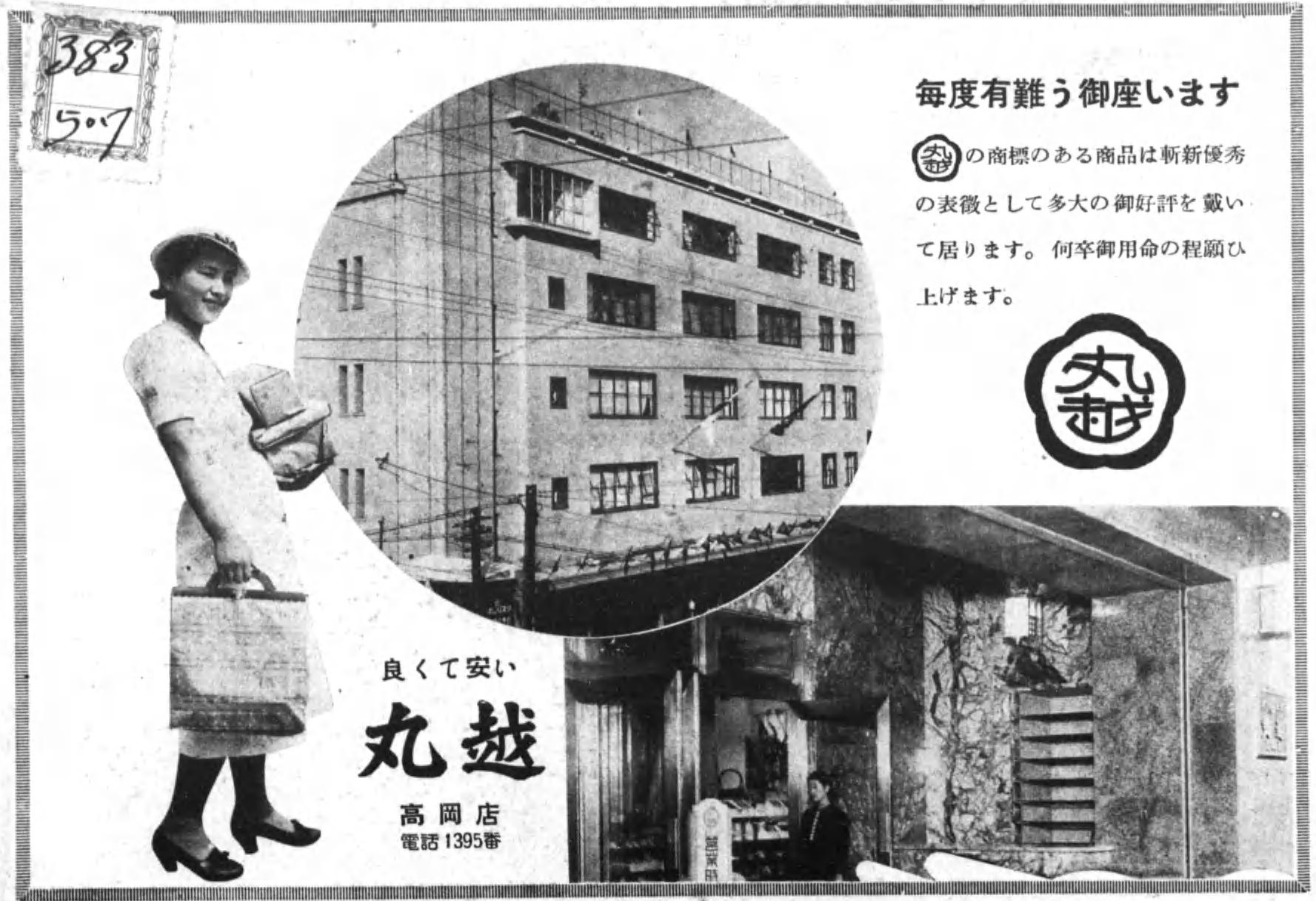
丸越高岡店時代の広告（1938年頃）

1937年（昭和12年）4月（一部資料では9月29日）に丸越初の支店である高岡店として鉄筋コンクリート4階（一部5階）建て、延床面積1,300坪（4,298平方メートル）の店舗を現店舗の隣接地に開店し、1943年（昭和18年）12月21日の合併に伴って大和高岡店となった 末広通りと御旅屋通りが交差する十字路の一角に位置していた旧店舗（1965年（昭和40年）7月3日増築完成、1994年（平成6年）1月10日閉店）を、1994年（平成6年）3月に開業した御旅屋セリオに移転して開店した。
保留床の取得はしていないものの、保留床を取得してビルを管理・運営している高岡市の第三セクターオタヤ開発に高岡市と並ぶ20%を出資している ほか、2012年（平成24年）2月29日現在で49.25億円の敷金・保証金をオタヤ開発に差し入れて 保証金返還の一部猶予をするなど、様々な形で運営に関与している。
2009年（平成21年）10月15日の4店閉店などの発表の際には建物も比較的新しく営業黒字を維持していたため、香林坊店や富山店と比べて厳しい状況にあるが「小ぶりだが、しっかり利益を出せる店にしたい」として同じ県内にある富山店との営業部門の一部統合など棲み分けを図って存続することとなった。
2010年（平成22年）から売場を縮小して賃料負担軽減を目指した。その跡に2011年（平成23年）2月25日に高岡市子育て支援センター、同年3月10日には北日本新聞カルチャーパーク高岡のほか地元有力企業5社の施設が入居するなど、地元の政財界の支援を受けながら売場縮小と集客力の改善の両立を目指し、若い女性客が増えて婦人衣料や子供服の売上が伸び、売場減少に伴って店舗全体の売上は減少しているものの存続売場ベースでは前年比プラスになった。地元政財界による集客支援の効果があったとして、2011年（平成23年）11月に御旅屋セリオへ移転後初となる地下食品売り場の大規模改装を行い、チーズ・ワイン・調味料などをそろえたテナントを導入しててこ入れを行った。
この他にも御旅屋セリオの開業と共に整備されて隣接している半地下式の御旅屋メルヘン広場の中央にある噴水などを 2010年（平成22年）に撤去してイベント会場などとして使い易くして集客に役立てるなど高岡市が支援策を採っている。他にも、隣接する初代高岡店跡を整備して地元高岡市出身の漫画家、藤子・F・不二雄の作品『ドラえもん』 のドラえもんのほか、のび太やジャイアン、スネ夫などのキャラクターをかたどった12体の銅像が並んでいた万葉の杜から銅像などを撤去して、2011年（平成23年）3月に顧客の要望が多い駐車場にするなど集客力の強化に向けて周辺の整備も合せて行われた。なお万葉の杜にあった銅像は撤去に伴って高岡市に寄贈され、ドラえもん文庫がある高岡市立中央図書館が入居しているウイング・ウイング高岡前の広場に移設された。
しかし、売場面積縮小が響いて2012年（平成24年）2月期で前年比6.3%減の売上高60.03億円 と大和の現存する百貨店3店の中で最も大きく落ち込み、2012年（平成24年）3月から閉店時間を1時間早めて午後6時とする など更なる経費削減による業績改善を目指すことになった。
2013年（平成25年）4月13日には高岡店が入居する御旅屋セリオ8階屋上に屋上庭園「セリオスカイガーデン」がオープンした。高さ32m、広さ825平方メートルの天然芝が張られた庭園には池やウッドデッキなどが設置されており、高岡市内が一望できるほか、二上山や新湊大橋も望める。今後市民の憩いの場やイベント会場として活用される予定としていた。
北陸新幹線の開業後、最寄り駅の高岡駅が新幹線駅が併設されない分離駅となったことや郊外にイオンモール高岡などの大型商業施設が開業したこと、さらにインターネット通販の普及もあり、売り上げが低迷して2億円超えの赤字が発生、今後も収益改善が見込めないことから、2019年（平成31年）4月11日、同年8月25日を以って閉店することが発表された。同時に営業終了日まで従来通り営業を継続していた。同年9月11日より、「富山大和高岡サテライトショップ」を開設した。

### ラブロ片町
1986年（昭和61年）9月に大和の本店が香林坊アトリオ内に移転したことに伴い、旧本店の活用策として11月に開業した商業施設である。
運営は100%出資子会社のディー・アンド・シー。
2014年（平成26年）3月16日に再開発のため閉店となった。
片町A地区市街地再開発組合によって周辺の建物も含めて再開発が行われ、解体の上で跡地には2015年（平成27年）9月18日に再開発ビル「片町きらら」が開業した。
本社は香林坊への本店移転後も引き続きラブロ片町にあったが、閉店に伴い一旦香林坊店内に移転した後、片町きらら完成後に再移転して入居している。

### 新潟大和
新潟県新潟市古町にあった百貨店。跡地は再開発され複合ビル「古町ルフル」が建っている。
地元新潟の片山三男が埼玉県行田の足袋商であった本山政一と紙問屋の藤井忠太郎店跡に店舗を建設し、1937年（昭和12年）9月29日 に萬代百貨店として 新潟市の中心市街地古町地区 の一角に開業した。
初日から空前の人出となるなど集客では順調な滑り出しを見せたが、ライバルの小林百貨店が初年度から5.5万円の利益を上げたのに対し、萬代百貨店はノウハウ不足で半年後の決算で大赤字となったため、1938年（昭和13年）に宮市大丸と系列の丸越から経営陣が派遣されてその傘下に入り、1939年（昭和14年）に金沢市の丸越と合併して丸越新潟店になり、1943年（昭和18年）12月に合併で大和が誕生したのに伴い、大和新潟店となった。
太平洋戦争後の一時期は商品が不足していたこともあって1階を消防車の駐車場に貸して2・3階のみで営業し、1950年（昭和25年）頃でもアメリカ合衆国から輸入した中古衣料が跳ぶように売れるような状況であった。
その後、品揃えが元に戻って通常の百貨店営業に戻っていき、ラジオ新潟（現新潟放送）の本社とスタジオが開業初期は7階に入居していたが、1955年（昭和30年）10月1日未明に新潟市中心部を襲った昭和新潟大火で店は全焼してしまったことに伴い移転した。
ところがこの大火からわずか10日間で1階部分のみとはいえ営業再開に漕ぎ着けたことが市民から高く評価されて、再開後はライバルの小林百貨店を売上高で凌駕するようになった。
1964年（昭和39年）の新潟地震の際にも建物の被害がなかったこともあって翌日からパンや瓶詰などの食品を販売するなど災害のたびに迅速に対応を行った。
1960年（昭和35年）7月には新潟市本町通に新潟丸大が開店し 1964年（昭和39年）7月に百貨店法による営業を認可を受けて正式に百貨店となり、1970年（昭和45年）にイチムラの新潟店(後の新潟ウィズ)も開店した ことから当社長岡店のライバル百貨店2社と2都市で近接して競い合う3つ巴の状況となると共に、当店のある古町地区は百貨店4店が立ち並ぶ繁華街となった。
新潟を代表する繁華街を代表する百貨店として第1回新潟県美術展覧会や地元美術家の個展開催などを通じて地域の文化の中心としての役割も果たしていた。
しかし、1973年（昭和48年）11月に万代シテイにダイエー新潟店(売場面積19,262m2)が開業すると、1979年（昭和54年）に全国のダイエー店舗で売上1位になるほどの顧客を集め、1991年（平成3年）2月期には売上高約191億円上げて1992年（平成4年）2月期に売上高約207億円を記録した当店に匹敵するレベルに達するなど、古町地区や当店にとって強力なライバルが登場し、さらに1984年（昭和59年）4月1日に万代シテイに新潟伊勢丹(売場面積22,800m2) が開業して万代地区の商業機能が一段と強化されると共に、2009年（平成21年）3月期に同店が売上高約350億円で当店の2009年（平成21年）2月期の74億円や小林百貨店の後身の新潟三越の2009年（平成21年）3月期の売上高約169億円を大きく引き離して地域一番店になるほどの販売力を見せるなど百貨店間の競合や古町地区の「地盤沈下」が生じていった。
そこへ追い討ちを掛けるように2000年（平成12年）の大規模小売店舗法の改正に伴う規制緩和が行われたため、2月8日のアピタ新潟亀田店(売場面積37,462m2)の開店を皮切りに、2002年（平成14年）6月19日のアークランドサカモトを核店舗としたアークプラザ新潟(売場面積35,634m2)、9月30日のコメリを核店舗とした河渡ショッピングセンター(売場面積24,046m2)、2003年（平成15年）2月8日のアピタ新潟西店(売場面積29,436m2)、2007年（平成19年）10月26日のイオン新潟南ショッピングセンター(売場面積41,699m2) 郊外への広大な無料駐車場を備えた大型店進出が相次ぎ、古町の歩行者は2000年（平成12年）から8年間で7割以下に減って年間売上額も1994年（平成6年）頃の約1430億円をピークに2007年（平成19年）には約860億円に落ち込み、1985年（昭和60年）に開業してファッションや飲食関連のテナントが集積して人気を集めていた新潟ウィズもヴィレッジヴァンガードやビームスなどの有力テナントの撤退 が2008年（平成20年）秋から撤退が続いて 2009年（平成21年）2月時点で約半分が空き店舗となり、2009年（平成21年）6月時点で店につながる地下商店街「西堀ローサ」の全46区画のうち半分が空き店舗になるなど古町地区の「地盤沈下」は一層進んだ影響や先述した伊勢丹や三越との競合に敗れて近年は新潟市内の百貨店で3番手に落ち込むなどしたため1996年（平成8年）頃から赤字が続き、2006年（平成18年）9月から2階に新潟市まちなか行政サービスコーナー（愛称「なかなか古町」、パスポートセンター併設）を開設をするなど新潟市も支援を行ったものの、改善の見込みがないとして2010年（平成22年）6月25日に閉店した。
店舗跡の利用については、商店街有志で作る有限会社「古町まちづくりカンパニー」が新潟プラザビル部分を借りて地下食品街などの運営を継続する案もあったが、電源や非常階段などが本館と一体で分離して運営するのに2億円超の規模の改修が必要で土地・建物の権利関係も複雑だった上、新潟市長を本部長となっている「まちなか再生本部会合」が「あくまでも緊急措置であり、大和跡地に本来どのような機能がふさわしいのか議論が十分になされていない」としてこの案に否定的だった ため、この案は実現せず、2010年（平成22年）8月から2011年（平成23年）3月まで新潟商工会議所が借りてふれ愛古町 としてイベント会場などに活用し、その後2011年（平成23年）9月23日に山下家具店が1-3階にヤマシタ新潟古町店を開店して 一時的に利用して営業している。

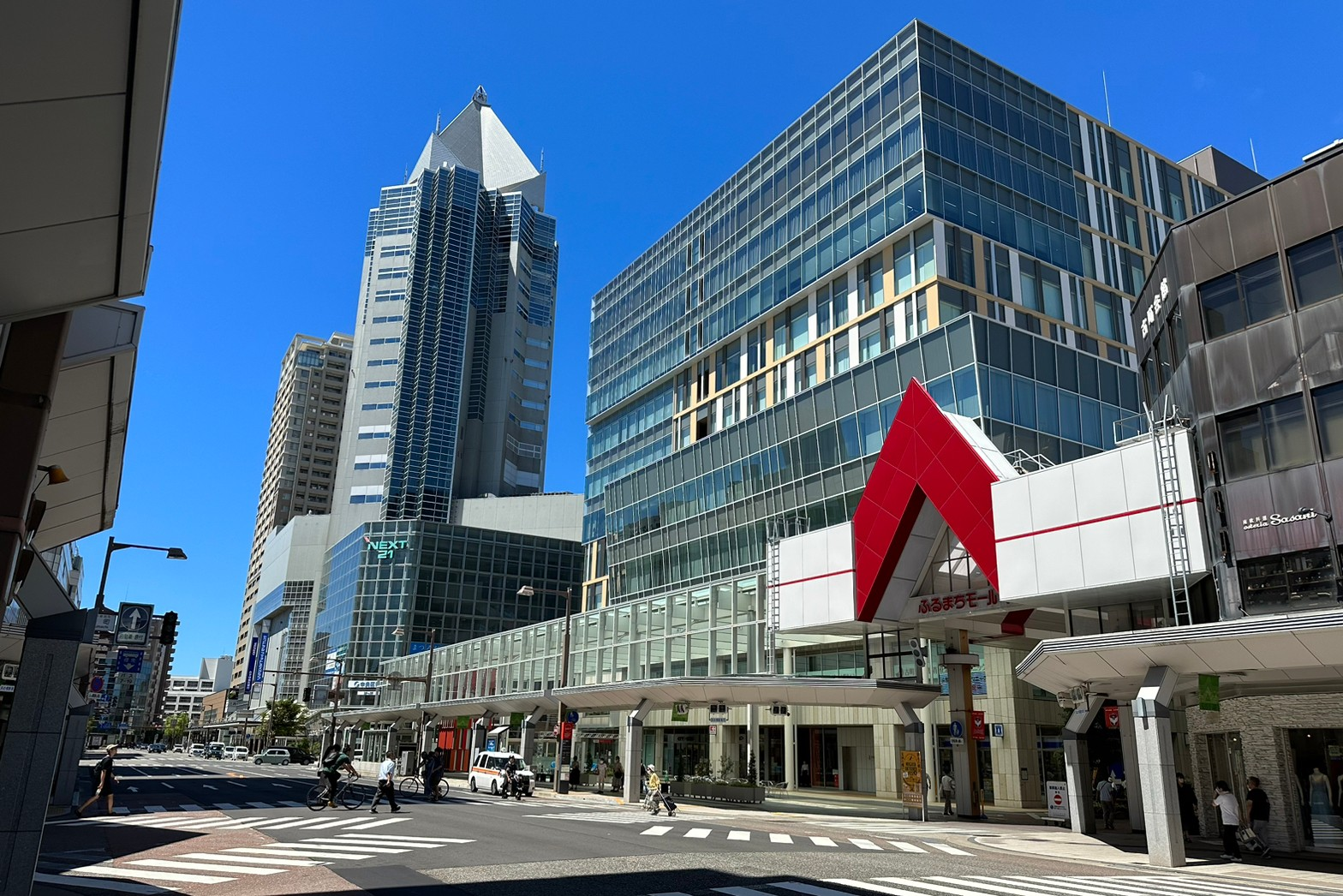
跡地に整備された古町ルフル。市役所ふるまち庁舎が入る（中央右、2023年8月）

閉店発表当初店舗跡の大和の保有分は売却する方針を打ち出していたが、土地・建物は、第四銀行の融資の担保となっていて「融資を返さないと担保ははずれない。その上でないと原則売却できない」 など売却に障害も多かった。そのため方針転換し、2011年（平成23年）2月4日に自社で所有する店舗跡と隣接する堀川事業・タカツ商事が所有する新潟プラザビルと共同で再開発することで合意したと発表された、2012年（平成24年）3月15日に。周辺の地権者11人を含む「古町通7番町D地区再開発推進協議会」 でスーパーマーケットなどの入る商業施設とマンション・介護施設の複合ビルを建設する再開発の基本構想で合意が成立して再開発準備組合設立に動き始めているが、再開発後のビルへの百貨店大和の再出店は競合があることや自社の体力の面から否定的である。2017年（平成29年）7月に再開発組合は商業・オフィス用の12階建て複合ビルを建設する事業計画認可を受け、2020年に「ルフル」が完成した。
当店に隣接する「西堀ローサ」空き店舗は閉店約2か月前の2010年（平成22年）4月23日に23区画で一斉に新装開店し解消したが、当店閉店の影響の方が大きく、閉店して2週間後の周辺歩行者通行量は店舗前で23.8%、柾谷小路をはさんで隣の古町6で25.9%減少するなど古町9地点の調査で約20%も減少し、閉店翌年の2011年（平成23年）10月に行われた調査では前年比15%減とさらに落ち込むなど古町の集客力の衰えが進んでいる。

### 長岡大和
1958年（昭和33年）10月18日に 新潟県では太平洋戦争後初の百貨店として開業した店舗である。
（長岡大和開業より約4年半前である1954年（昭和29年）4月25日に、イチムラ洋品店が大手通に移転してイチムラ百貨店として既に開業していたが、百貨店審議会で百貨店法による営業を認可を受けて晴れて法律上でも百貨店となれていたのが（長岡大和開店日より更に約4年4ヶ月後である）1963年（昭和38年）6月15日である為）新潟県史では第2次世界大戦後初の百貨店 となっている。
長らく大手通がある川東地区が街の中心市街地であったが、1989年（平成元年）10月27日に中心市街地から信濃川を挟んだ川西地区に開店したジャスコ を皮切りに、モータリゼーション時代のニーズに合った無料駐車場を併設した郊外型ショッピングセンターの進出により顧客が流出。これに伴い1980年（昭和55年）に14.7万人あった中心市街地の人通りが2003年（平成15年）に5.1万人に減少した。

1991年には完成から30年以上が経過し老朽化していた建物を大規模改修したが、大和を含めた競合他店が持つ集客力は急速に陰りを見せた。1995年の長崎屋（長岡駅前店）閉店 以降、2001年までに当店とイトーヨーカドー丸大長岡店以外の大手口側における商業施設が全て消滅してしまった。

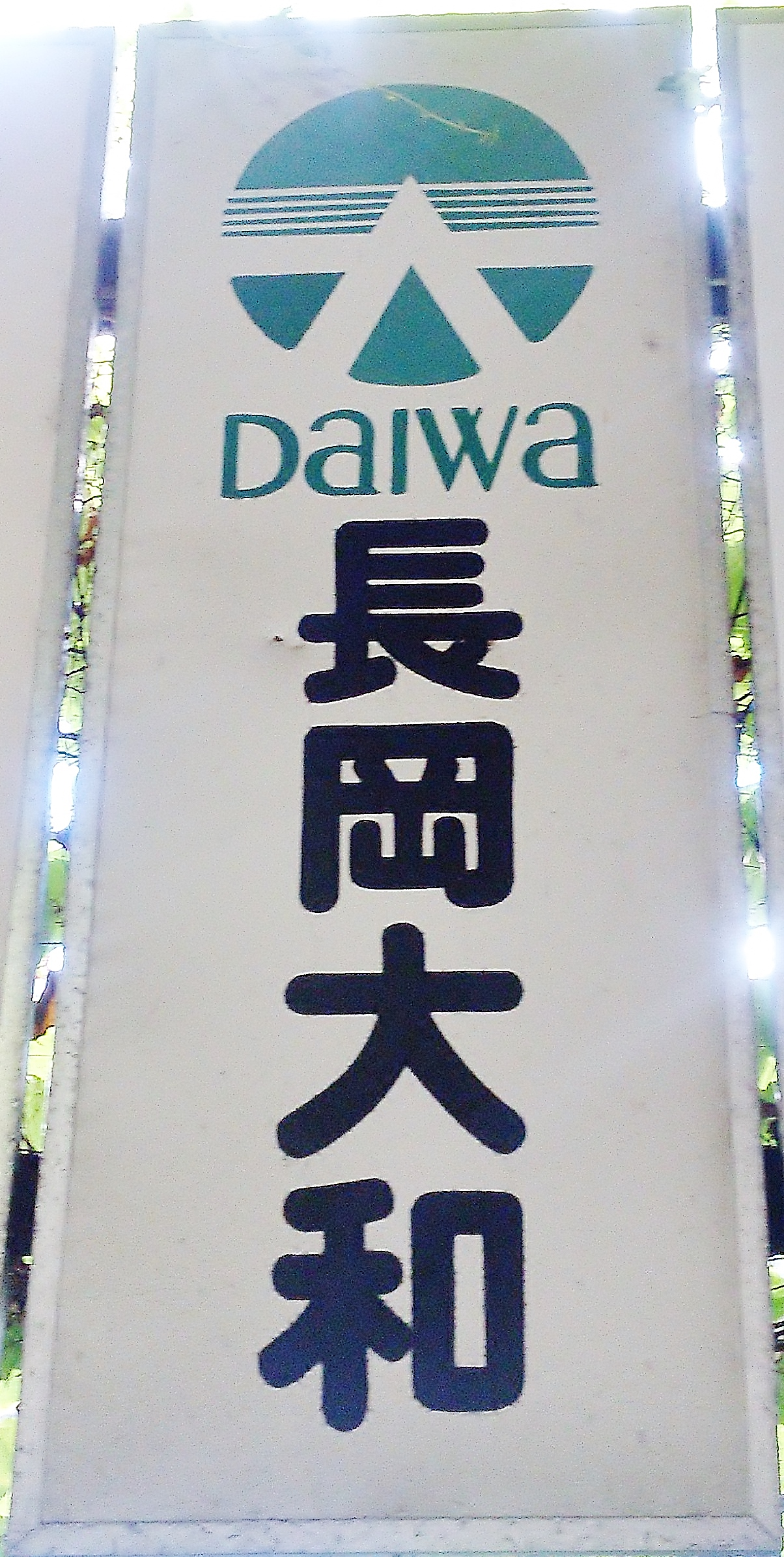
提携駐車場設置の看板（2016年8月）

1998年（平成10年）には周辺敷地の1.2haを対象とした「大手通表町地区市街地再開発準備組合」を大和も参画し発足させた上で再開発構想が進められた。しかし、2005年（平成17年）に大和が「新たな投資は難しい」と表明したため、この再開発構想は頓挫。店舗は1990年代に大規模改修されているものの、1958年の開業時から半世紀以上に渡って使用されているため老朽化が著しいことなどから補修による赤字幅が増大していて今後も回復は見込めないとして、2010年（平成22年）4月25日に閉店となった。
なお、閉店直前の2009年（平成21年）11月30日には長岡市が店舗跡周辺への風俗店などの進出を防止するために用途を細かく制限できる「地区計画」の策定を行って用途制限強化を行う方針を表明して再開発計画への悪影響を防止する取り組みを行っていた。
なお、店舗跡の土地・建物の売却は大和側が長岡市に持ちかけたものの、事業目的を決めずに購入できないとして保留とされ、閉店後の賑わい維持のために長岡市が店舗跡を借りて地元の大手通商店街振興組合がショーウィンドーや長岡の地場産品を販売するアンテナショップ「カーネーションプラザ」を1階で開くこととなった。2014年（平成26年）7月に、建物は長岡市に無償譲渡、土地は都市再生機構に有償譲渡する方針が決まり、2018年3月6日まで営業が行われた。
2017年（平成29年）には、周辺地域を含め、図書館や産業振興拠点、商業施設などが入る大型ビルを3棟整備する再開発構想がまとめられている。
※カーネーションプラザは2018年3月をもって閉鎖され、同年内にNaDecBase（ナデックベース）と呼ばれる教育施設にリニューアルされた。
施設は周辺の再開発までの間1Fのみ長岡市内の複数の大学と高等専門学校のキャンパスとして暫定的に利用されている。

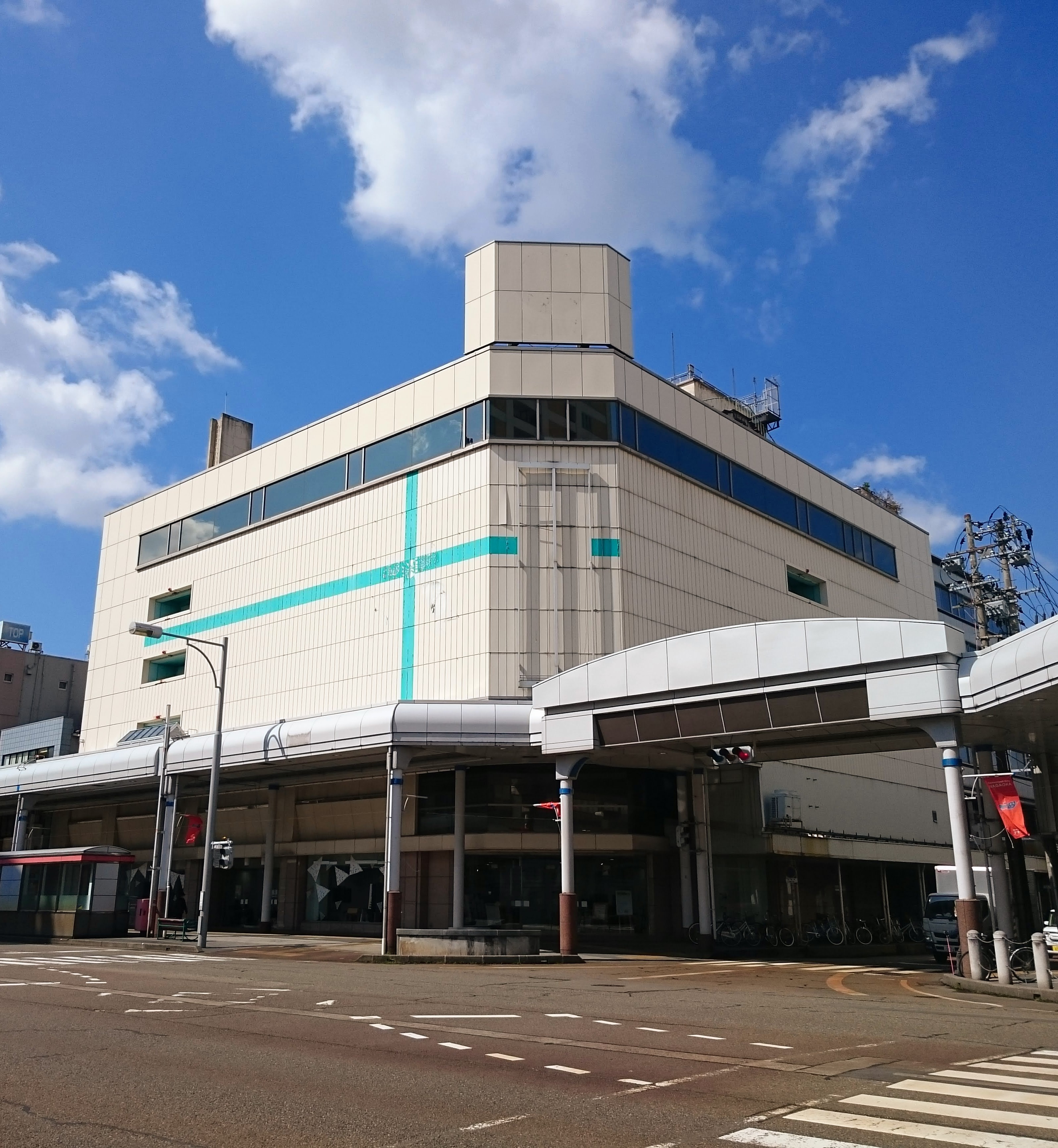
NaDeC Baseに転用後（2019年4月）

### 上越大和

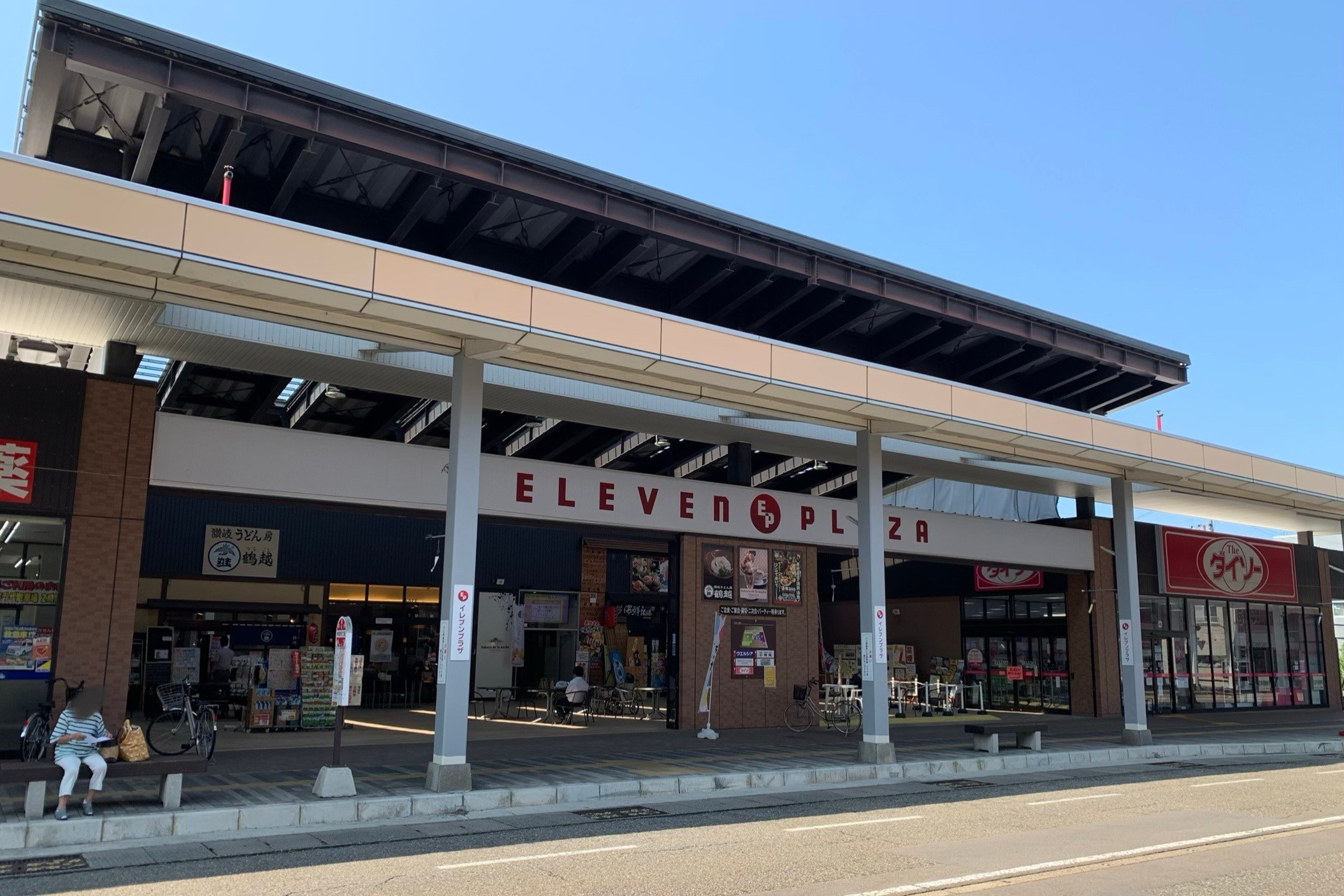
跡地に整備された商業施設「イレブンプラザ」（2020年8月）

1975年（昭和50年）7月に上越地方を代表する商店街となって高田の銀座と呼ばれた 本町に地元の商店主11人が作った地上6階・地下1階の イレブンビルの核店舗として開店した。本町には先行していずも屋と長崎屋が大規模店舗として開業していた。
屋上には遊園地があり、さらにその上に平和と繁栄を願って大きな鐘が供えられ80年代まで鳴らされていた。また上越出身の小川未明による童話「赤いろうそくと人魚」にちなみ1階中心部に人魚の像が当館のシンボルとして貝のプールの中に置かれていた。お金を入れると良いことがあるという噂が初期にあり、多くの小銭が貝の中に入れられた。6階には大食堂があり、いずも屋や長崎屋には無かった華やかさにより多くの人で賑わった。地下食料品売り場には開店時、上越地域初のファストフードとしてピーコックが入店した。バブル期にはドンクが出店し、都会の雰囲気が大きな話題となった。
開店からバブル時代までは上越地域の商業、文化の中心として順調に経営が推移した。催事場やアートサロンでは開店時から閉店まで途切れることなく数多くの展覧会やイベントを開催し、地域に貢献した。
しかし1976年（昭和51年）に旧高田市の中心市街地と旧直江津市の中心市街地の中間である春日山駅東の木田地区に市役所が建設された のを皮切りに各種公共施設が建設されて上越市における行政・文化の中心が徐々に移動していった。 さらに1994年（平成6年）4月に上越ウイングマーケットセンター、1996年（平成8年）3月に富岡にジャスコ上越店が開業する など大型商業施設の郊外化が90年代後半から急速に進み、店舗周辺の集客力が大きく低下した。
こうした本町の衰退を受け、2002年（平成14年）2月に近隣の長崎屋高田店が撤退した。その店舗跡へのテナント招致が上手く行かずにそのビルの所有権が差押えを経て競売になり、保有していた会社が破綻する など店舗周辺の商業環境が悪化した。2009年（平成21年）10月15日に、2010年（平成22年）6月までに新潟、長岡、上越、小松店の4店を閉鎖すると発表された。上越店の売上は2009年度で前期比で約3.77億円減の約26.67億円と当時大和7店中最大の減少率となるなど落ち込みが目立っていた。そして2010年（平成22年）4月25日に閉店した。
閉店後は近隣のホテルのランチ客が約30%も減るなど旧店舗周辺の人通りが減少して空洞化が進んだ。上越市が空き店舗対策として改装費の半額(上限100万円)を補助する制度や上越市が家主に値下げを働きかけて2010年（平成22年）3-5月に本町3-5丁目に大和関連以外の8店を含む17店出店するなど空洞化とは逆の動きも一時的には見られた。しかし2025年現在の高田本町は人通りや車両通行が少なく、金融機関すら激減し非常に厳しい状況となっている。
閉店後店舗の入っていたイレブンビルは解体して2階程度の低層の商業施設を新築する方向でイレブンビル幹部らでつくるワーキンググループは2009年（平成21年）12月以降に国や市の支援を受けて検討していた。2011年（平成23年）3月には国から2.35億円、市から1億円の補助金を見込んで解体費込みの総事業費6.22億円で市民が気軽に集える交流スペースや広場のある平屋建ての商業施設を建設する計画を固めた。2013年（平成25年）3月に「イレブンプラザ」として開業している。
しかし、この施設の核テナントとして複数の百貨店に小規模店舗の誘致を働き掛けたが前向きな回答は得られず、具体的な出店計画は浮上していない。

### 武蔵店
1930年（昭和5年）11月15日に開業した三越金沢店が1935年（昭和10年）8月25日に閉店した際にビルのオーナーの林屋亀次郎 が、三越に返済する保証金の支払いに困窮していたのを宮市大丸が提携により支援して同店跡を利用して同年9月に丸越として開業し、合併により大和となった際に武蔵店となった。
分離前の1952年（昭和27年）5月10日にラジオ放送開始した北陸文化放送(現在の北陸放送)の最初の本社・演奏所があった ことでも知られている。
1952年（昭和27年）7月に大和の武蔵店としては閉店して、事実上分離される形で再び林屋亀次郎が経営する丸越として復活した格好となった。
その後丸越は伊藤忠商事や名鉄グループによる資本参加を経て金沢名鉄丸越百貨店（2002年（平成14年）に現店名『めいてつエムザ』に変更）となっている が、1973年（昭和48年）10月1日に金沢スカイビル内移転している ため現在の店舗は武蔵店の場所とは異なっている。
戦時統合以前から丸越(初代)はグループ会社であったが、丸越の分離以降、両者には資本関係は認められず、競合関係にある。
なお、当店の跡地はその後1981年（昭和56年）10月にダイエー金沢店が出店したが2005年（平成17年）10月に閉店している。その後の再開発により、2014年（平成26年）4月26日に再開発ビル「ル・キューブ金沢」が開業 し、現在に至る。

### 小松大和
1996年（平成8年）12月に閉店した西武百貨店小松店跡を買収して1998年（平成10年）3月21日に小松駅前に開店。
西武百貨店が閉店に追い込まれた要因として駐車場が60台と少なかったことが上げられていたため、当店の開店に合せて小松市が外郭団体の財団法人小松市開発公社に隣接地312台収容の立体駐車場を整備させて駐車場不足を解消したり、周辺の連続立体交差化工事などにより周辺環境も合せて整備するなど支援体制がとられた。
しかし、ピーク時に約50億円あった売上が2009年（平成21年）2月期には前期比11.8%減の約32億円、2009年（平成21年）3-8月期には前年同期比10.0%減の約15.87億円と落ち込み、小松、新潟、長岡、上越の4店合計10億円弱の赤字 が続き改善の見込みがないとして2010年（平成22年）6月25日に閉店した。
当店の贈答品需要を引継ぐため閉店の翌々日27日に当社がJR小松駅前のホテル1階に小型ギフト店を開設した。

### 福井店
創立初期から宮市大丸は福井市などで出張販売を展開しており、富山に続く出店先として福井市を考えていた。
そうした構想を受け、地元福井県でもかねてから近代的な百貨店の誘致を考えていた三国町の県会議員濃畑三郎、福井銀行重役森田三郎右衛門らが宮市大丸に対して福井進出を促し、森田が重役をしていた福井銀行所有の土地を百貨店建設用地として提供し、富山進出の際に発生した地元小売商の反対運動を避けるため、濃畑三郎の名義で「福屋」という名称で建築申請を行うなど宮市大丸の名前が出ないようにしていたが、1936年（昭和11年）7月頃には事実上宮市大丸であるとの噂が広まり、同月12日には反対の市民集会、15日に福井市内72の小売商組合が福井県警察部長に面会して反対の陳情を行ったが、「百貨店進出を阻止しうる根拠は何もない」「消費者階級にとつては新デパートの出現を賛成している」として18日に濃畑三郎の名義の「福屋」に許可が下りた。
以降も反対運動は続いたが、1936年（昭和11年）12月5日に開店した。
地場資本のだるま屋百貨店の建物が木造の二階建てであったのに対して、福屋はその南側に白い御影石を用いた鉄筋コンクリート造の建物としてその近代性と商品の充実振りをアピールして対抗しようとした。
1937年（昭和12年）9月に合併により宮市大丸福井店に店名変更し、その後合併で大和が誕生した際に大和福井店となった。
しかし、1948年（昭和23年）6月28日に発生した福井地震で店舗が倒壊し、そのまま営業再開することなく閉店して撤退、同年10月9日に解体された。
跡地は進駐軍が使用し、現在は北陸銀行福井支店となっている。

### 清津店
1940年（昭和15年）12月に朝鮮の清津市の清津駅前に売場面積約500坪 の宮市大丸清津店として百貨店を開業。
日中戦争の進展に伴う戦時統制経済下で民間向けの百貨店事業が縮小した際には地元金沢に本拠を置いていた日本陸軍第9師団への軍需を獲得して業績の維持を図っていたが、1940年（昭和15年）10月に第9師団の満州進駐が決まったため御用商社として満州に同行する許可を取り、その拠点も兼ねて朝鮮と満州との国境線に近い朝鮮半島北部の港街清津に開設した店舗であった。
清津の発展を目指した現地の日本人の商人から清津駅前の土地の提供を受けて出店し、軍需と清津周辺の新市場開拓の両立を目指した。
この店舗を拠点にその出先として満州の牡丹江に営業所を設置して慰問所、映画館、食堂を運営して第9師団以外の日本陸軍にも販路を広げ、牡丹江での大規模な農場や朝鮮半島での缶詰工場や陶器・煉瓦工場にまで手を広げて需要に対応しようとした。
しかし、1945年（昭和20年）9月に太平洋戦争に敗戦した日本がこれらの地域の支配権を失ったことに伴い清津店とそれに付随する農場・工場などの営業権は消滅することになった。

### 東京大和出張所
三菱商事本社内に開設。1948年（昭和23年）4月、銀座7丁目1番の資生堂本舗向かい側に200坪の店舗開設。
この出張所に開設された出版部が、後に勁草書房として独立している。

### ギフトショップ
かつては主要店舗を補完する存在として石川・富山・新潟の各県内に多数展開されていたが、ネット通販の普及や交通の利便性向上などによる利用者減少で赤字となっていたため新潟県内については2010年の店舗撤退前に徐々に閉店、2011年（平成23年）5月から2012年（平成24年）2月にかけて輪島市、羽咋市、野々市市、氷見市、砺波市、魚津市にあった6店舗が閉店している。
また、金沢駅前の再開発ビルポルテ金沢の2階1,357m2に1994年（平成6年）にギフトショップ「ポルテ大和」を出店したが、同ビルの3階フロアが開業当初から進まないなど集客力に欠けていたため、1999年（平成11年）に閉店して撤退した。
この他、旧高岡大和（1994年1月10日閉店）が御旅屋セリオに移転するまでは、御旅屋通りに「高岡大和オタヤショップ」を開設し、ギフトや商品券の他、商品のカタログの販売を行っていた。

#### パトリア大和

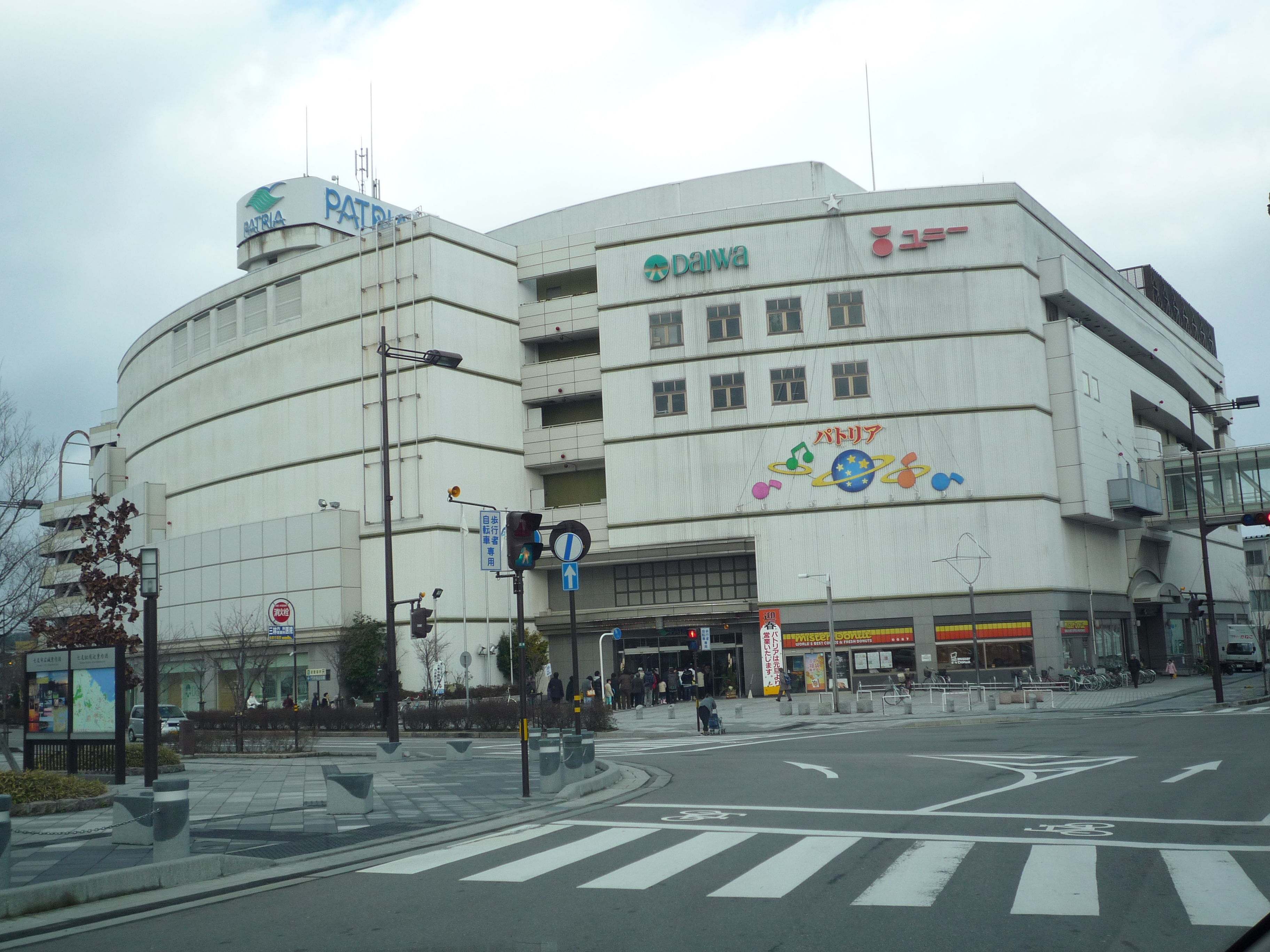
かつてパトリア大和が入居していたビル

1995年（平成7年）4月29日に七尾駅前のパトリア内に売場面積約1,210m2というギフトショップとしてはやや大きめの店舗として開業した。2019年2月15日にパトリアの運営会社である「七尾都市開発」が破産したことにより、3月に閉店。4月に前述の通り隣接する商業ビル「ミナ.クル」でサテライトショップを移転開業した。

### 大和ハウジング
子会社の大和ハウジングが石川県野々市市横宮町で 社名と同名の店舗で営業していた家具や雑貨などを扱っていたインテリアショップであったが、事業再編の一環として2011年（平成23年）5月23日に閉店した。
閉店約半月後の同年6月8日に土地と建物をバローに売却する基本合意契約が締結され、2012年（平成24年）9月27日に食品スーパーのバロー野々市店が開店したが、2019年（令和元年）5月26日をもって閉店。その後の2020年（令和2年）8月6日にはウエルシア野々市横宮店が開店した。

## 関連企業
- 金沢ニューグランドホテル（ホテル業）
- レストランダイワ（飲食業）[2]
- 大和印刷社（印刷業）[2]
- 勁草書房（出版業）[2]
- 大和カーネーションサークル（友の会運営）[2]
- ディー・アンド・シー（専門店管理運営）

## 出資する主な企業
- 北陸放送 - 北陸放送設立当時は大和武蔵店内に演奏所を設置していた。
- 新潟放送 - ラジオ新潟設立当時は大和新潟店内に演奏所を設置していた。
- 北日本放送
- 北菱電興 - 保有株式数第2位の株主であり、宮太郎が代表権を持たない会長を兼務している。